# Emmi Welter
Emilie (Emmi) Florine Auguste Welter (geb. Merten) (* 7. August 1887 in Köln; † 10. März 1971 in Aachen) war eine deutsche Politikerin der CDU und Frauenrechtlerin. Sie gehörte in den 1950er und 1960er Jahren dem Deutschen Bundestag an.

## Leben und Wirken
Emmi Welter, aus liberalem evangelischem Haus und von zwei Weltkriegen, der Weimarer Republik und dem Dritten Reich geprägt, kämpfte bereits in jungen Jahren für eine moderne Stellung der Frau in der Gesellschaft, gegen deren Unterdrückung in der Berufswahl und -ausübung sowie gegen deren auferlegte Rolle als ausschließlich tätige Hausfrau und Mutter mit sozialem Engagement. So war sie bereits in den 20er Jahren die erste Frau im Presbyterium ihrer Gemeinde in Aachen sowie Vorsitzende der Evangelischen Frauenhilfe im Rheinland, wo sie sich insbesondere maßgeblich für die rechtliche Gleichstellung von Theologinnen mit ihren männlichen Kollegen einsetzte.
Im Jahr 1945 trat sie in die im gleichen Jahr unter Aufsicht der Militärverwaltung gegründete Christliche Demokratische Partei  in Aachen ein, die am 16/17. Dezember 1945 in Bad Godesberg in Christlich Demokratische Union (CDU) umbenannt wurde. Nur ein Jahr später, am 20. August 1946 zählte sie zusammen mit Clementine Norres und Helene Weber zu den Gründungsmitgliedern der Frauenunion in der Sektion Aachen, die die engagierte Frauenrechtlerin in den Jahren von 1955 bis 1966 als deren gewählte Vorsitzende geleitet hatte. Zeitgleich mit ihrem Eintritt in das Müttergenesungswerk im Jahr 1950 wurde Emmi Welter auch in den Rat der Stadt Aachen gewählt. Dieses Mandat behielt sie bis 1961 bei und gab es nur auf Grund ihrer Doppelrolle als Bundestagsabgeordnete auf.
In diesen war Emmi Welter am 4. Januar 1954 für den am 25. Dezember 1953 verstorbenen Walther Kolbe nachgerückt. Bei den Bundestagswahlen 1961 und 1965 wurde sie über die Landesliste Nordrhein-Westfalen in das Parlament gewählt. Sie gehörte als Mitglied unter anderem dem Ausschuss für Kulturpolitik (später Ausschuss für Kulturpolitik und Publizistik), dem Ausschuss für Fragen der öffentlichen Fürsorge (später Ausschuss für Kommunalpolitik und öffentliche Fürsorge), im Petitionsausschuss, im Ausschuss für Familien- und Jugendfragen sowie dem Gesundheitsausschuss. Im Deutschen Bundestag war sie maßgeblich bei Gesetzen für den Familienlastenausgleich, dem Jugendwohlfahrtsgesetz sowie der Sozialhilfegesetzgebung mitbeteiligt.
Darüber hinaus war sie seit September 1953 in der durch Friedrich Münchmeyer und Hansjürg Ranke gegründeten Evangelischen Aktionsgemeinschaft für Familienfragen (EAF) aktiv. Dieses Gremium, das sich im Frühjahr 1954 mit dem Familienbund der Deutschen Katholiken und dem Deutschen Familienverband zusammengeschlossen hatte, leitete sie von 1957 bis 1962 ebenfalls als Erste Vorsitzende.

## Ehrungen
Nach Emmi Welter sind die Emmi-Welter-Straße in Aachen und die Mutter-Kind-Kur-Einrichtung „Emmi-Welter-Haus“ der Evangelischen Frauenhilfe in Reichshof-Feld im Oberbergischen Kreis benannt.